# Konferencja genewska (1954)
Konferencja genewska miała miejsce w dniach 26 kwietnia – 20 lipca 1954 roku w Genewie w Szwajcarii, a zwołana została w celu znalezienia dróg do zjednoczenia Wietnamu i przedyskutowania możliwości przywrócenia pokoju w Indochinach. 
Związek Radziecki (Wiaczesław Mołotow), Stany Zjednoczone (John Foster Dulles), Francja (Georges Bidault), Wielka Brytania (Anthony Eden) i Chińska Republika Ludowa (Zhou Enlai) uczestniczyły w konferencji przez cały czas jej trwania, podczas gdy inne zainteresowane kraje brały udział w dyskusjach jedynie na tematy je interesujące. Były to kraje, których siły zbrojne (pod sztandarami ONZ) brały udział w wojnie koreańskiej oraz te, które partycypowały w zakończeniu I wojny indochińskiej toczonej przez siły zbrojne Francji i Việt Minhu. 
Część konferencji poświęcona Korei zakończyła się fiaskiem; nie złożono żadnych deklaracji ani propozycji. Niektórzy uczestnicy i analitycy zarzucali Stanom Zjednoczonym podejmowanie kroków przeciwko zjednoczeniu Korei jako państwa socjalistycznego. 
Odnośnie do Indochin, podczas konferencji powstał pakiet dokumentów znanych jako porozumienia genewskie. Zgodnie z nimi Wietnam podzielony został na dwie strefy wzdłuż 17. równoleżnika, północną oddaną we władanie Việt Minhu i południową, czyli Państwo Wietnamskie, rządzone w tym czasie przez byłego cesarza Bảo Đạia. "Deklaracja końcowa", napisana przez brytyjskiego przewodniczącego konferencji, stanowiła, że najpóźniej w lipcu 1956 roku odbędą się "wybory powszechne", a w ich wyniku powstanie zjednoczone państwo wietnamskie. 
Aczkolwiek przedstawiany jako wyraz jednomyślności, dokument nie został zaakceptowany przez delegację Wietnamu Południowego ani też Stanów Zjednoczonych. Podczas konferencji podpisano jedynie trzy odrębne porozumienia o zawieszeniu broni w Kambodży, Laosie i Wietnamie.